# Добжинь (Кросненський повіт)
Добжинь (пол. Dobrzyń, нім. Döbern) — село в Польщі, у гміні Ґубін Кросненського повіту Любуського воєводства.
Населення — 111 осіб (2011).
У 1975-1998 роках село належало до Зеленогурського воєводства.

## Демографія
Демографічна структура станом на 31 березня 2011 року:
|          | Загалом | Допрацездатний вік | Працездатний вік | Постпрацездатний вік |
| -------- | ------- | ------------------ | ---------------- | -------------------- |
| Чоловіки | 55      | 12                 | 40               | 3                    |
| Жінки    | 56      | 8                  | 37               | 11                   |
| Разом    | 111     | 20                 | 77               | 14                   |